# جين يونغ
جين يونغ هي لاعب كرة مضرب كندية، ولدت في 31 مايو 1965 في واترلو في كندا.

## وصلات خارجية
- جين يونغ على موقع رابطة محترفات التنس (الإنجليزية)
- جين يونغ على موقع الاتحاد الدولي لكرة المضرب (الإنجليزية)
- جين يونغ على موقع كأس بيلي جين كينغ (الإنجليزية)
- جين يونغ على موقع خلاصة التنس.كوم (الإنجليزية)